# Bahnhof Sargans
Bahnhof Sargans vasútállomás Svájcban, Sankt Gallen kantonban, Sargans településen.

## Vasútvonalak
Az állomást az alábbi vasútvonalak érintik:
- Ziegelbrücke–Sargans-vasútvonal
- Chur–St. Margrethen-vasútvonal

## Kapcsolódó állomások
A vasútállomáshoz az alábbi állomások vannak a legközelebb:
- Bad Ragaz vasútállomás (Bahnhof Chur, Chur–St. Margrethen-vasútvonal, S12)
- Mels vasútállomás (San Galo vasútállomás, Ziegelbrücke vasútállomás, Ziegelbrücke–Sargans-vasútvonal, S4, Uznach vasútállomás)
- Trübbach vasútállomás (Rorschach vasútállomás, Chur–St. Margrethen-vasútvonal)
- Sevelen vasútállomás (San Galo vasútállomás, Rorschach vasútállomás, S4, Chur–St. Margrethen-vasútvonal, Rorschach vasútállomás)
- Zürich Hauptbahnhof (Basel Hauptbahnhof, Zürich Hauptbahnhof, IC 3, Transalpin)
- Landquart vasútállomás (Bahnhof Chur, IC 3)
- Buchs vasútállomás (Graz Hauptbahnhof, Transalpin)

## Forgalom

### Távolsági forgalom
- RJ Zürichi főpályaudvar–Sargans–Salzburg Hauptbahnhof (–Wien Hauptbahnhof)
- EC Zürichi főpályaudvar–Sargans–Innsbruck Hauptbahnhof (–Graz Hauptbahnhof)
- ICE Hamburg-Altona–Frankfurt am Main–Karlsruhe–Basel SBB–Zürich Hauptbahnhof–Sargans–Landquart–Chur
- IC (Basel SBB)–Zürich HB–Sargans–Landquart–Chur
- RE Zürich HB–Thalwil–Wädenswil–Pfäffikon SZ–Siebnen-Wangen–Ziegelbrücke–Walenstadt–Sargans–Landquart–Chur
- RE Wil SG–St. Gallen–St. Margrethen–Buchs SG–Sargans–Landquart–Chur (Rheintal-Express)

### Regionális forgalom
- S4 Sargans–Buchs SG–Rorschach–St.Gallen–Wattwil–Uznach–Ziegelbrücke–Sargans (körjárat)
- S12 Sargans–Bad Ragaz-Landqaurt-Chur
- 400 Buchs–Sevelen–Weite–Trübbach–Sargans
- 11 Feldkirch–Vaduz–Balzers–Trübbach–Sargans
- 12E Vaduz–Trübbach–Sargans
- 429 Sargan–Vilters–Wangs–Mels–Sargans (Ringlinie)
- 430 Sargans–Mels–Wangs–Vilters–Sargans (Ringlinie)
- 433 Sargans–Mels–Heiligkreuz
- 441 Sargans–Mels–Heiligkreuz–Flums–Flumserberg